# Naučná stezka Okolo Poodří
Naučná stezka Okolo Poodří, nazývaná také Cyklostezka Okolo Poodří, je neznačená naučná stezka nebo cyklostezka v okrese Nový Jičín a Ostrava-město v Moravskoslezském kraji. Geograficky se také nachází v nížině Oderská brána a Chráněné krajinné oblasti Poodří.

## Další informace
Naučná stezka Okolo Poodří má délku cca 40 km a vede podél celé chráněné krajinné oblasti Poodří a to z Jeseníku nad Odrou do Polanky nad Odrou, kolem pravého břehu řeky Odry. Začátek stezky je na nádraží Jeseník nad Odrou a stezka vede přes Bernartice nad Odrou, Šenov u Nového Jičína, Kunín, Bartošovice, Novou Horku, Albrechtičky, Petřvaldík, Košatka, Proskovice a konec stezky je na železniční zastávce v Polance nad Odrou, viz. Trasa se většinou shoduje se značením mezinárodní dálkové cyklotrasy Greenways z polského Krakova do rakouské Vídně. Stezka, která byla postavena na jaře roku 1999, má 8 zastávek s informačními panely zaměřenými na přírodní, krajinné a kulturní fenomény oblasti Poodří. Správcem a zřizovatelem stezky je Agentura ochrany přírody a krajiny České republiky, Regionální pracoviště Správa CHKO Poodří. Stezka je vhodná i pro rodiče s dětmi a až na výjimky je vhodná i pro silniční kola. Trasu stezky lze projet oběma směry. Doporučením je vyrazit na jaře nebo na podzim, kdy je příroda a krajina Poodří nejkrásnější.

## Galerie

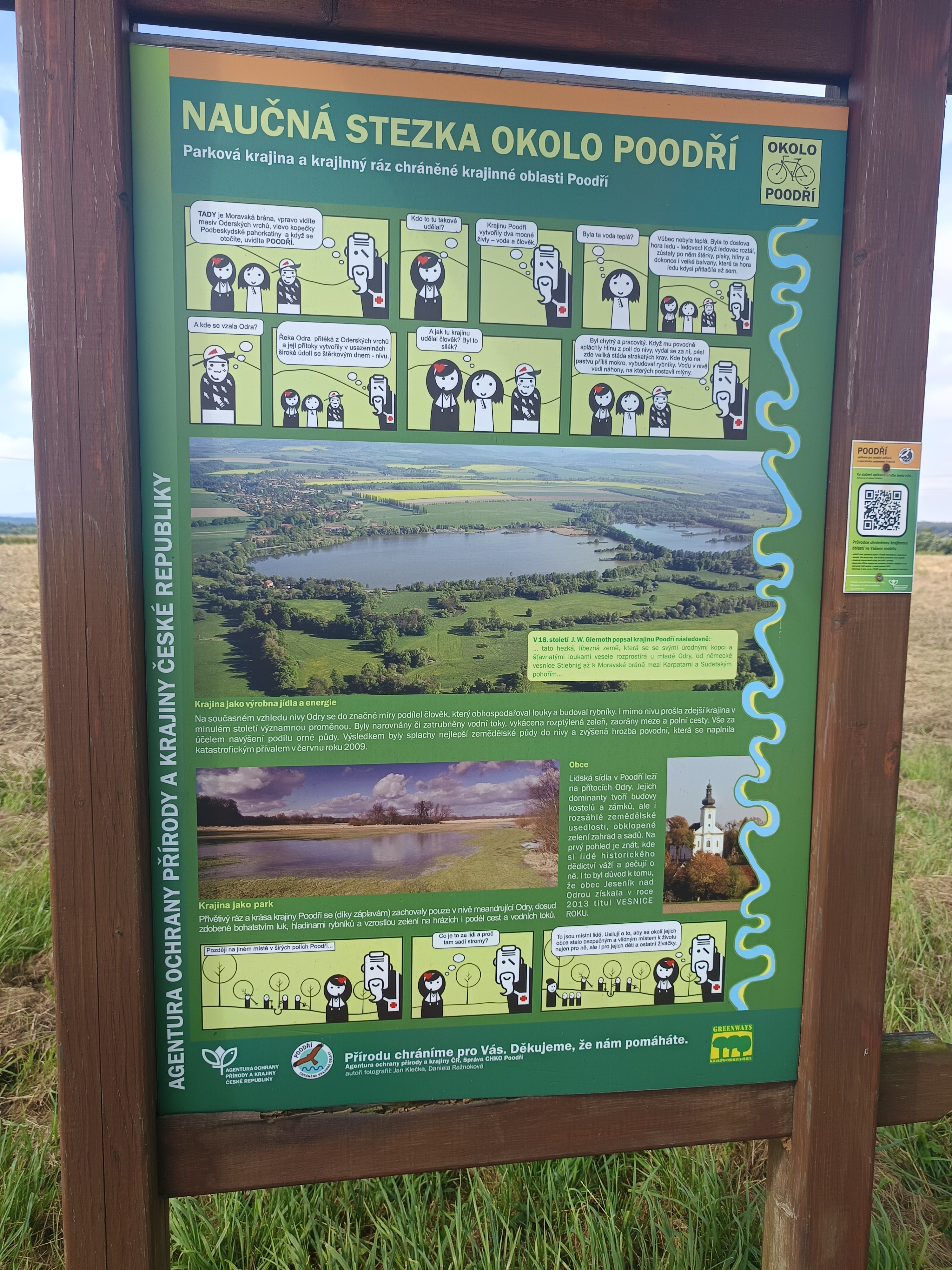
Informační panel u stezky